# Magu-chan: God of Destruction
Magu-chan: God of Destruction (破壊神マグちゃん, Hakaishin Magu-chan) est un shōnen manga écrit et dessiné par Kei Kamiki. Il est prépublié du 22 juin 2020 au 7 février 2022 dans le Weekly Shōnen Jump, puis publié en volumes reliés par l'éditeur japonais Shūeisha.

## Synopsis
Magu Menueku, dieu de la destruction, a été invoqué par le culte du Chaos. Les honorables Chevaliers Sacrés sont le dernier espoir de l'humanité ! La bataille pour sauver l'humanité a eu lieu il y a des centaines d'années, mais maintenant une fille, Ruru Miyanagi, libère le légendaire Dieu de la destruction qui avait été piégé dans un joyau magique ! Est-ce que Magu-chan, dévoreur de natto et destructeur de faisceaux, remplira le monde d'un chaos complet ?

## Personnages
Ruru Miyanagi (宮薙流々, Miyanagi Ruru)
C'est une collégienne, elle est gentille et insouciante mais crédule et un peu idiote. Son père est mort quand elle était jeune, et sa mère, Rui, est rarement à la maison car elle travaille loin, donc Ruru est souvent seule.
Mag Menuek (マグ＝メヌエク, Magu Menueku)
C'est un Dieu du Chaos, classé dans le Premier Pilier, et le Dieu de la Destruction, qui a d'énormes capacités de destruction. Mais après avoir été scellé dans un cristal, son corps physique est beaucoup plus petit, ressemblant à une pieuvre, et ses pouvoirs beaucoup plus faibles. Son but est de retrouver ses pouvoirs et d'amasser des adeptes comme l'ancien Culte du Chaos, ce qu'il pense faire en faisant signer aux autres leur nom dans "Le Livre des Serments de Sang des Disciples de la Destruction".
Ren Fujisawa (藤沢錬, Fujisawa Ren)
C'est le camarade de classe et ami de Ruru qui a le béguin pour elle. Contrairement à Ruru, Ren se méfie des Dieux et jure de la protéger. Il essaie de se rapprocher de Ruru et de l'inviter à sortir, mais la plupart des rendez-vous sont gâchés car Magu l'accompagne toujours. Pour que Magu ne sache pas qu'il a le béguin pour elle, Ren est le premier à signer "loyauté" à Magu dans son carnet. Sa famille possède et gère un restaurant local.
Naputaaku (ナプターク)
C'est également un Dieu du Chaos, classé dans le Cinquième Pilier. Il est le Dieu de la Folie, ce qui lui vaut le surnom de "Naputaaku le Fou", et a le pouvoir de contrôler les êtres vivants en instillant la folie dans leur esprit. Lui aussi a perdu sa taille et ses pouvoirs à cause d'un cristal de scellement, et ressemble désormais à une étoile de mer. Il ne peut recruter qu'une armée de 100 bernard-l'ermite pour exécuter ses ordres. Naputaaku se lie d'amitié avec Ren et commence à travailler dans le restaurant de sa famille, où il découvre une passion pour la cuisine.
Uneras  (ウーネラス, Ūnerasu)
C'est un Dieu du Chaos, classé dans le Quatrième Pilier, qui les a trahis et s'est rangé du côté des Chevaliers Saints, ce qui a conduit Magu et les autres Dieux à être scellés dans les cristaux qu'elle a créés. Elle est le Dieu de la Providence, et peut insuffler de la magie aux objets en modifiant les lois de la nature. Contrairement à Magu et Naputaaku, Uneras est bien informée et curieuse de la société humaine moderne. Elle feint d'être capturée par les Chevaliers afin de pouvoir profiter du luxe qu'ils lui offrent en échange de sa protection contre les autres Dieux. Comme son vrai corps est enfermé dans le quartier général des Chevaliers Saints, elle apparaît sous la forme d'une clione qui se cache dans une manche d'Izuma.
Izuma Kisaragi (イズマ・キサラギ)
Un jeune homme de 16 ans, descendant des Chevaliers Saints. Il a juré d'éradiquer les Dieux du Chaos et peut détecter "l'aura de chaos" qu'ils dégagent. Izuma a l'impression que Ruru est sous le contrôle du Magu maléfique et tente à plusieurs reprises de la sauver. Il possède un pigeon voyageur qui lui sert de vigie. Incapable de battre Magu, Izuma finit par s'inscrire au collège de Ruru pour garder un œil sur lui, bien qu'il soit en âge de fréquenter le lycée..

## Manga
Magu-chan: God of Destruction a débuté dans le 29e numéro du Weekly Shōnen Jump le 22 juin 2020 et s'est terminé dans le 10e numéro du Weekly Shōnen Jump le 7 février 2022. Un chapitre additionnel de 41 pages sera publié dans le Jump GIGA SPING 2022,,. Depuis, la série est éditée sous forme de volumes reliés par Shūeisha et compte 7 tomes en février 2022. Les éditeurs Shūeisha et VIZ Media ont commencé à publier la série en version anglaise le jour même de sa sortie au Japon, sur la plateforme Manga Plus.
En France le manga est publié chez Nobi Nobi ! depuis le 6 septembre 2023.

### Liste des volumes
| no | Japonais        | Japonais          |
| no | Date de sortie  | ISBN              |
| --- | --------------- | ----------------- |
| 1 | 4 novembre 2020 | 978-4-08-882512-0 |
| Liste des chapitres : - Chapitre 1 : 少女宮薙流々 (Shōjo Miyanagi Ruru) - Chapitre 2 : 少年藤沢錬 (Shōnen Fujisawa Ren) - Chapitre 3 : 『狂乱』のナプターク (Kyōran no Naputāku) - Chapitre 4 : 破壊神はじめてのおつかい (Hakaishin Hajimete nō Tsukai) - Chapitre 5 : 被害者同盟 (Higaishi Dōmei) - Chapitre 6 : 夜空の支配者 (Yozora no Shihai-sha) - Chapitre 7 : 聖騎士イズマ・キサラギ (Hijiri Kishi Izuma Kisaragi) |                 |                   |
| 2 | 4 janvier 2021  | 978-4-08-882531-1 |
| Liste des chapitres : - Chapitre 8 : 焦熱の決闘 (Shōnetsu no Kettō) - Chapitre 9 : 海原を統べるもの (Unabara o Suberu Mono) - Chapitre 10 : ナプタークの逆襲 (Naputāku no Gyakushū) - Chapitre 11 : 悪童 尾瀬唯歌 (Akudō Oze Yuika) - Chapitre 12 : 探求者 小深山桔梗 (Tankyūsha Komiyama Kikyō) - Chapitre 13 : 『摂理』のウーネラス (Setsuri no Ūnerasu) - Chapitre 14 : 学び舎に響く混沌の呼び声 (Manabiya ni Hibiku Konton no Yobigoe) - Chapitre 15 : 血濡れし漆黒の猟犬 (Chi Nureshi Shikkoku no Ryōken) - Chapitre 16 : 少女の眠る家 (Shōjo no Nemuru Ie)                                |                 |                   |
| 3 | 4 mars 2021     | 978-4-08-882578-6 |
| Liste des chapitres : - Chapitre 17 : 混沌をもたらす病 (Konton o Motarasu Yamai) - Chapitre 18 : 破滅使徒 百鬼夜行 (Hametsu Shito Hyakkiyakō) - Chapitre 19 : 狂乱の軍勢の一日 (Kyōran no Gunzei no Tsuitachi) - Chapitre 20 : 修行の秋 (Shūgyō no Aki) - Chapitre 21 : 暗夜に蠢く三邪神 (An'ya ni Ugomeku San Jashin) - Chapitre 22 : 少年の謀略 (Shōnen no Bōryaku) - Chapitre 23 : 狂乱の鉄火場 (Kyōran no Tekkaba) - Chapitre 24 : 北風と太陽(前編) (Kitakaze to Taiyō (Zenpen)) - Chapitre 25 : 北風と太陽(後編) (Kitakaze to Taiyō (Kōhen))                                               |                 |                   |
| 4 | 4 juin 2021     | 978-4-08-882686-8 |
| Liste des chapitres : - Chapitre 26 : 母 宮薙涙依 (Haha miyanagi namida yo) - Chapitre 27 : 破滅の新春初詣 (Hametsu no shinshun hatsumōde) - Chapitre 28 : 福豆と鬼 (Fukumame to oni) - Chapitre 29 : 『暗澹』のゾンゼ＝ゲ ("Antan" no zonze-ge) - Chapitre 30 : 甘き日の狂想曲 (Amaki hi no kyōsōkyoku) - Chapitre 31 : 『金剛』のグ＝ラ (Kongō no Būra) - Chapitre 32 : 恐怖の暗黒鍋地獄 (Kyōfu no ankoku nabe jigoku) - Chapitre 33 : 銀世界の邂逅 (Ginsekai no kaikō) - Chapitre 34 : 『運命』のミュスカー ("Unmei" no myusukā)                                                             |                 |                   |
| 5 | 4 août 2021     | 978-4-08-882733-9 |
| Liste des chapitres : - Chapitre 35 : 破壊神はじめてのおとまり (Hakaishin hajimete no o tomari) - Chapitre 36 : ゾンゼーゲの憂鬱 (Zonze-ge no Yūutsu) - Chapitre 37 : 咲き誇る混沌の華 (Sakihokoru konton no hana) - Chapitre 38 : ナプターク はじめての家出 (Naputāku hajimete no iede) - Chapitre 39 : 学び舎の頂に立つ者 (Manabiya no itadaki ni tatsu mono) - Chapitre 40 : 教師 閼伽村奏 (Kyōshi aka-mura sō) - Chapitre 41 : 禁忌の魔術人形 (Kinki no majutsu ningyō) - Chapitre 42 : 『摂理』対『運命』 ("Setsuri" tai "unmei") - Chapitre 43 : 灯火の尽きる日 (Tomoshibi no tsukiru hi) |                 |                   |
| 6 | 4 octobre 2021  | 978-4-08-882791-9 |
| Liste des chapitres : - Chapitre 44 : 『狂乱』対『運命』 ("Kyōran" tai "Unmei") - Chapitre 45 : 三匹の小邪神 (San-biki no ko jashin) - Chapitre 46 : 聖騎士団支部特別講義 (Seikishidan shibu tokubetsu kōgi) - Chapitre 47 : 長雨の死闘 (Nagāme no shitō) - Chapitre 48 : 父なる存在 (Chichinaru sonzai) - Chapitre 49 : 星辰流るる彼我の境界 (Seishin-ryū ruru higa no kyōkai) - Chapitre 50 : 『運命』VS『破滅』 ("Unmei" VS "Hametsu") - Chapitre 51 : 霧に眠る町 (Kiri ni Nemuru Machi) - Chapitre 52 : 神々の決着 (Kamigami no ketchaku)                                                   |                 |                   |
| 7 | 4 janvier 2022  | 978-4-08-883033-9 |
| Liste des chapitres : - Chapitre 53 : 幽霊団地の怪 (Yūrei danchi no kai) - Chapitre 54 : 熱砂に聳える海の茶寮 (Nessa ni sobieru umi no saryō) - Chapitre 55 : 邪神漂流譚 (Jashin hyōryū-tan) - Chapitre 56 : 『夢幻』のノスーコシュ ("Mugen" no nosūkoshu) - Chapitre 57 : 眷属チヌ (Kenzoku Chinu) - Chapitre 58 : 狂乱食堂の夜明け (Kyōran shokudō no yoake) - Chapitre 59 : 親友（前編） (Shin'yū (Zenpen)) - Chapitre 60 : 親友 (後編) (Shin'yū (Kōhen)) - Chapitre 61 : 破滅的午餐 (Hametsuteki gosan)                                                                                     |                 |                   |
| 8 | 4 mars 2022     | 978-4-08-883033-9 |
| Liste des chapitres : - Chapitre 62 : 血湧き肉躍る混沌闘技祭 (Chiwakinikuodoru konton tōgi-sai) - Chapitre 63 : 海原より愛を込めて (Unabara yori aiwokomete) - Chapitre 64 : ミュスカーと封印の腕輪 (Myusukā to fūin no udewa) - Chapitre 65 : 謎めく継承者 (Nazomeku keishō-sha) - Chapitre 66 : 亜空のニニツイ (A sora no ninitsui) - Chapitre 67 : 神は何を見て哂う (Kami wa nani o mite warau) - Chapitre 68 : 聖騎士十天将 (Kiyoshi kishi jū ten shō) - Chapitre 69 : 破滅使徒奪還作戦 (Hametsu shito dakkan sakusen) - Chapitre 70 : 『摂理』対『破滅』 ("Setsuri" tai "hametsu")         |                 |                   |
| 9 | 3 juin 2022     | 978-4-08-883095-7 |
| Liste des chapitres : - Chapitre 71 : 心の邪神 (Kokoro no jashin) - Chapitre 72 : 聖夜の御使い (Seiya no o tsukai) - Chapitre 73 : 永久の平穏 (Eikyū no heion) - Chapitre 74 : 久遠のユピスス (Kuon no Yupisusu) - Chapitre 75 : 時の観測者 (Toki no kansoku-sha) - Chapitre 76 : 破壊神マグちゃん (Hakaishin Magu-chan) - Chapitre final : 夢見るままに待ちいたり (Yumemiru mama ni machi i tari) - Chapitre spécial : 少年の狂恋 (Shōnen no kyōren) |                 |                   |

## Produits dérivés

### Motion comic
Les trois premiers chapitres de Magu-chan: God of Destruction ont fait l'objet d'une adaptation en motion comic, où les voix, la musique et les effets sonores sont entendus pendant que les images du manga apparaissent à l'écran. Les épisodes ont été publiés sur la chaîne YouTube officielle de Jump Comic, avec le premier chapitre publié en deux parties le 18 novembre 2020 et le 19 novembre 2020, et les deuxième et troisième chapitres publié respectivement le 6 janvier 2021 et le 7 janvier 2021.

### Goodies
Les premiers goodies créées pour la série étaient des mini peluches de Magu-chan, qui sont sorties le 19 juillet 2021 et se sont vendues immédiatement,.

## Réception
Magu-chan: God of Destruction a été nommé pour le meilleur manga imprimé aux Next Manga Awards 2021, où il s'est classé 15e sur 50 nominations,.
Reiichi Narima de Real Sound a décrit la série comme une comédie de gags se déroulant dans la vie réelle et s'inspirant du Mythe de Cthulhu, et l'a comparée à Obake no Q-Tarō de Fujiko Fujio. Selon lui, si cette combinaison peut sembler surprenante, elle fonctionne de la même manière que d'autres séries japonaises qui font interagir joyeusement les yōkai et autres monstres avec les enfants. Narima a qualifié les paysages de la ville où se déroule le manga de "frais" et de "point fort caché". Il a qualifié Magu-chan: God of Destruction d'"oasis pour l'esprit" après avoir lu d'autres séries du Weekly Shōnen Jump comme Jujutsu Kaisen et Chainsaw Man, et a exprimé son souhait qu'il se poursuive longtemps. Hannah Collins de Comic Book Resources a également comparé Magu-chan à Cthulhu de H. P. Lovecraft. 

### Sources
1. ↑  (ja) « 破壊神を復活させてしまった女子中学生のほんわかコメディがジャンプで », sur natalie.mu,‎ 22 juin 2020 (consulté le 3 février 2022)
2. ↑  « Quatre nouveaux mangas annoncés dans le Weekly Shonen Jump pour juin », sur Anime News Network, 8 juin 2020 (consulté le 3 février 2022)
3. ↑  (en) « Magu-chan: God of Destruction by Kei Kamiki has officially ended with Chapter 77 in Weekly Shonen Jump Issue #10. », sur Twitter, 3 février 2022 (consulté le 4 février 2022)
4. ↑  (en) « Viz, Shueisha Add Magu-chan: God of Destruction Manga in English », sur Anime News Network, 22 juin 2020 (consulté le 3 février 2022)
5. ↑  (ja) « 【ジャンプ漫画】女子中学生が伝説の破壊神を封印から呼び覚ました結果...!?『破壊神マグちゃん』1話 前編【ボイスコミック】 », sur YouTube,‎ 18 novembre 2020 (consulté le 3 février 2022)
6. ↑  (en) « Mangaka Musings 7/11/2021 », sur VIZ Media, 11 juillet 2021 (consulté le 3 février 2022)
7. ↑  (ja) « 【マグちゃんマスコット受注販売のお知らせ】#破壊神マグちゃん マスコット、WEB即完売ありがとうございます… 担当者一同あまりの早さに驚くとともに、大反響にお応えしまして、急遽追加の受注販売をさせていただきます », sur Twitter,‎ 20 juillet 2021 (consulté le 3 février 2022)
8. ↑  « Les votes sont ouverts pour les Tsugi ni Kuru Manga 2021 », sur Anime News Network, 21 juin 2021 (consulté le 3 février 2022)
9. ↑  « Kaiju No. 8 et Oshi no Ko récompensés lors du Tsugi ni Kuru Manga Taishô », sur Anime News Network, 25 août 2021 (consulté le 3 février 2022)
10. ↑  (ja) « 『破壊神マグちゃん』ジャンプ本誌のオアシス的存在に　クトゥルー神話×ギャグ漫画の楽しさ », sur realsound.jp,‎ 16 novembre 2020 (consulté le 3 février 2022)
11. ↑  (en) « Shonen Jump's Magu-Chan Is the Cuddliest Lovecraftian Abomination Ever », sur Comic Book Resources, 24 juin 2020 (consulté le 3 février 2022)

### Œuvres
Édition japonaise
1. 1 2  Tome 1
2. 1 2  Tome 2
3. 1 2  Tome 3
4. 1 2  Tome 4
5. 1 2  Tome 5
6. 1 2  Tome 6
7. 1 2  Tome 7
8. 1 2  Tome 8
9. 1 2  Tome 9